# Helichrysum diotoides
Helichrysum diotoides là một loài thực vật có hoa trong họ Cúc. Loài này được DC. mô tả khoa học đầu tiên.